# مارک اسموژنسکی
مارِک اسموژنسکی (لهستانی: Marek Smurzyński؛ زادهٔ ۱۹۵۴ در ووچ، لهستان – درگذشت ۱۲ دسامبر ۲۰۰۹) مترجم، ایران‌شناس و استاد ادبیات فارسی اهل لهستان بود.

## زندگی دانشگاهی

### تحصیلات
رشتهٔ دانشگاهی اسموژنسکی ایران‌شناسی، ادبیات لهستانی و ادبیات فارسی است. اسموژنسکی در سال ۱۹۷۶ موفق به دریافت کارشناسی ارشد ادبیات لهستانی از دانشگاه ووچ شد. موضوع پایان‌نامهٔ او «جریان دگرگونی معنایی–زیبایی‌شناختی ترجمه‌های لهستانی اشعار گئورگ تراکل» بود. او به تحصیل در رشتهٔ ایران‌شناسی و همچنین ادبیات فارسی در دانشگاه ورشو پرداخت. وی در سال ۱۹۸۶ با موضوع پایان‌نامهٔ «کارکرد الگوهای اساطیری در تعریف مفهوم حرکت در نوشته‌های دکتر شریعتی» مدرک کارشناسی ارشد ادبیات فارسی را در دانشگاه ورشو دریافت کرد و در سال ۱۹۸۹، در مقطع دکترا رشتهٔ ادبیات فارسی دانشگاه تهران بورس تحصیلی گرفت. اسموژنسکی در سال ۱۹۹۷ از پایان‌نامهٔ خود با عنوان «تصحیح انتقادی و بررسی ساختار رمزی سیر العباد الی المعاد سنایی» دفاع کرد. موضوع پژوهش او برای دریافت فوق‌دکتری، «پست‌مدرنیسم در ایران» بود.

### تدریس
اسموژنسکی میان سال‌های ۱۹۸۴ و ۱۹۸۹ در انستیتو پژوهش‌های فرهنگی دانشگاه ووچ تدریس می‌کرد. وی همچنین از سال ۲۰۰۰ تا ۲۰۰۹ در دانشگاه یاگلونیان تدریس می‌کرد.

## زندگی شخصی
اسموژنسکی در زمان تحصیلش در دانشگاه تهران، با همسرش، هایده وام‌بخش، که او هم دانشجوی رشتهٔ زبان و ادبیات فارسی دانشگاه تهران بود، ازدواج کرد. از آنان پسری به یادگار مانده‌است.

### تألیف
- Smurzyński Marek (1987), A sententious charakter of the Persian ghazal as its structural feature (به انگلیسی)
- Smurzyński Marek (1988), Granice jawnego i utajonego w kulturze perskiej (به انگلیسی)

### ترجمه
- شیمبورسکا، ویسواوا (۱۳۸۲)، آدم‌ها روی پل، ترجمهٔ مارِک اسموژنسکی، شهرام شیدایی، چوکا چکاد، تهران: مرکز، شابک ۹۶۴-۳۰۵-۲۹۴-X

- Mahmoody Betty (1992), O czarnej niewdzięczności szczerego wyznania (به انگلیسی), به کوشش Smurzyński Marek.
- Sepehri Sohrab (1993), Głosy u brzegu wód (به انگلیسی), به کوشش Smurzyński Marek., Łódź: Stowarzyszenie Literackie im. K.K. Baczyńskiego
- Dżalaloddin Rumi (2008), W mgnieniu słów (به انگلیسی), به کوشش Marek Smurzyński., Wydawnictwo Homini

اسموژینسکی همچنین از دوستداران آثار بهرام بیضایی بود و نمایشنامه پرده خانه او را به زبان لهستانی ترجمه کرده است.